# Герб Магаданской области
Герб Магаданской области является символом Магаданской области Российской Федерации, принят 28 декабря 2001 года.

## Описание
Герб Магаданской области представляет собой геральдический щит классической «французской» формы, разделенный на три части. Верхняя часть красная червленая, нижняя горизонтальная часть поделена по вертикали на две равные части. Герб обрамлен золотой рамкой. В верхнем красном поле находится изображение трех, расположенных в пирамидальной форме слитков, два нижних из которых — золотые и верхний — серебряный — символы процветания, благосостояния, экономической основы Магаданской области. За слитками расположены перекрещивающиеся золотые геологический молоток и кирка на серебряных ручках, выступающие как символ отрасли, положившей начало Магаданской области; символ первопроходчества, трудовых подвигов северян, освоения новых территорий, преемственности поколений, выдержки, стойкости и выносливости. В правой нижней части находится изображение трёх золотых рыб на тёмно-синем фоне, что символизирует собой одну из активных отраслей области — рыбодобычи и рыбопереработки. В левой нижней части герба голубого цвета расположено серебряное изображение плотины гидроэлектростанции с прилегающей к ней на заднем плане опорой линии высоковольтных электропередач. Данное изображение характеризует собой развитую систему гидроэнергетики области и будущее колымского края. Серебряное изображение летящего самолётa означает основной вид транспорта, связывающий Магаданскую область с другими регионами России и странами мира. По центру, объединяющем все три поля, находится изображение розы ветров жёлтого (золотого) цвета как символ территориальной особенности расположения области.

### Значение цветов
Применённые в гербе цвета символизируют:
- красный (червленый) — символ мужества, самоотверженности, геройства, справедливой борьбы и жизни
- жёлтый (золото) — символ прочности, величия, интеллекта, великодушия
- тёмно-синий — символ возвышенных устремлений, мышления, искренности и добродетели
- белый (серебро) — символ чистоты, мудрости, благородства, мира, взаимного сотрудничества
- голубой (лазоревый) — символ великодушия, честности, верности и безупречности.

## Новый герб
Из-за многочисленных несоответствий правилам геральдики (использование современных технологических фигур (самолет и плотина ГЭС), два оттенка одного геральдического цвета (лазурь), дробное поле), гербу Магаданской области было отказано в государственной регистрации.
2 июня 2017 года Магаданская областная Дума объявила Конкурс на лучший проект новых официальных символов (герба и флага) области. На конкурс был представлен 21 проект, по которым с 18 сентября до 15 октября было объявлено народное голосование. Первое место занял проект фактически повторяющий существующий герб Магадана. На заседании Конкурсной комиссии 19 октября 2017 г. ни один из проектов не набрал большинства голосов, и было принято решение разрабатывать новую символику области в координации с Геральдическим советом при Президенте РФ. В качестве приоритетного варианта герба области рассматривался вариант с оленем. 14 февраля 2018 г. принято промежуточное решение о сохранении преемственности уже используемых в областных гербе и флаге цветов, фигур и символов и их доработке с учетом результатов проведенного голосования и предпочтений жителей Колымы.